# La Croix-du-Perche
La Croix-du-Perche è un comune francese di 204 abitanti situato nel dipartimento dell'Eure-et-Loir nella regione del Centro-Valle della Loira.

## Società

### Evoluzione demografica
Abitanti censiti